# مدارس الأندلس الخاصة (قطر)
مدارس الأندلس الخاصة قطر هي مجموعة من المدارس الخاصة في قطر التي تدرس جميع المراحل الثلاث وهي الإبتدائية والإعدادية والثانوية. تشمل مدارسها الثلاث مدرسة الأندلس الابتدائية الخاصة للبنين ومدرسة الأندلس الثانوية الخاصة للبنين ومدرسة الأندلس الخاصة للبنات.

## نظرة عامة
تأسست هذه المدارس في عام 1993 من قبل عبد الله بن خالد بن حمد آل ثاني تحت سلطة وزارة التربية والتعليم. بلغت تكلفة بناء المدارس حوالي 55 مليون دولار أمريكي.
تشتهر مدارس الأندلس بتأسيس بيئة تعلم دينية. رؤيتها هي إعداد الطلاب فكريا ودينيا باستخدام برنامج ثقافي لتعزيز التعلم. تسعى مهمة المدرسة إلى بناء جيل من الطلاب المسلمين المكرسين لدينهم وعاداتهم من خلال السعي لتحقيق التميز العلمي والسلوكي في تجربتهم التعليمية وإقامة صلة بين الطلاب والأسر والمجتمع المحلي.

## القيادة
يدير مدرسة الأندلس الخاصة عبد الله بن خالد بن حمد آل ثاني. أما باقي أعضاء مجلس الإدارة فهم أحمد عبد الله غراب المري كوزير للداخلية وحمد بن ناصر بن جاسم آل ثاني كوزير الشؤون الإسلامية ومنصور محمد عبد الفتاح الموصل وزير الدولة والشؤون الداخلية.

## جدل حول القيادة
عبد الله بن خالد آل ثاني عضو أسرة آل ثاني الحاكمة في قطر وخدم كوزير للداخلية حتى عام 2013. وفقا لمسؤولين في المخابرات الأمريكية فإنه قد ساعد خالد شيخ محمد في الفرار من قطر عندما كان المسؤولين الأمريكيين يخططون لاعتقاله.